# آلن مک‌کارتی
آلن مک‌کارتی (انگلیسی: Alan McCarthy؛ زادهٔ ۱۱ ژانویهٔ ۱۹۷۲) بازیکن فوتبال اهل بریتانیا است.
از باشگاه‌هایی که در آن بازی کرده‌است می‌توان به باشگاه فوتبال لیتون اورینت اشاره کرد.